# Rajd Finlandii 1996

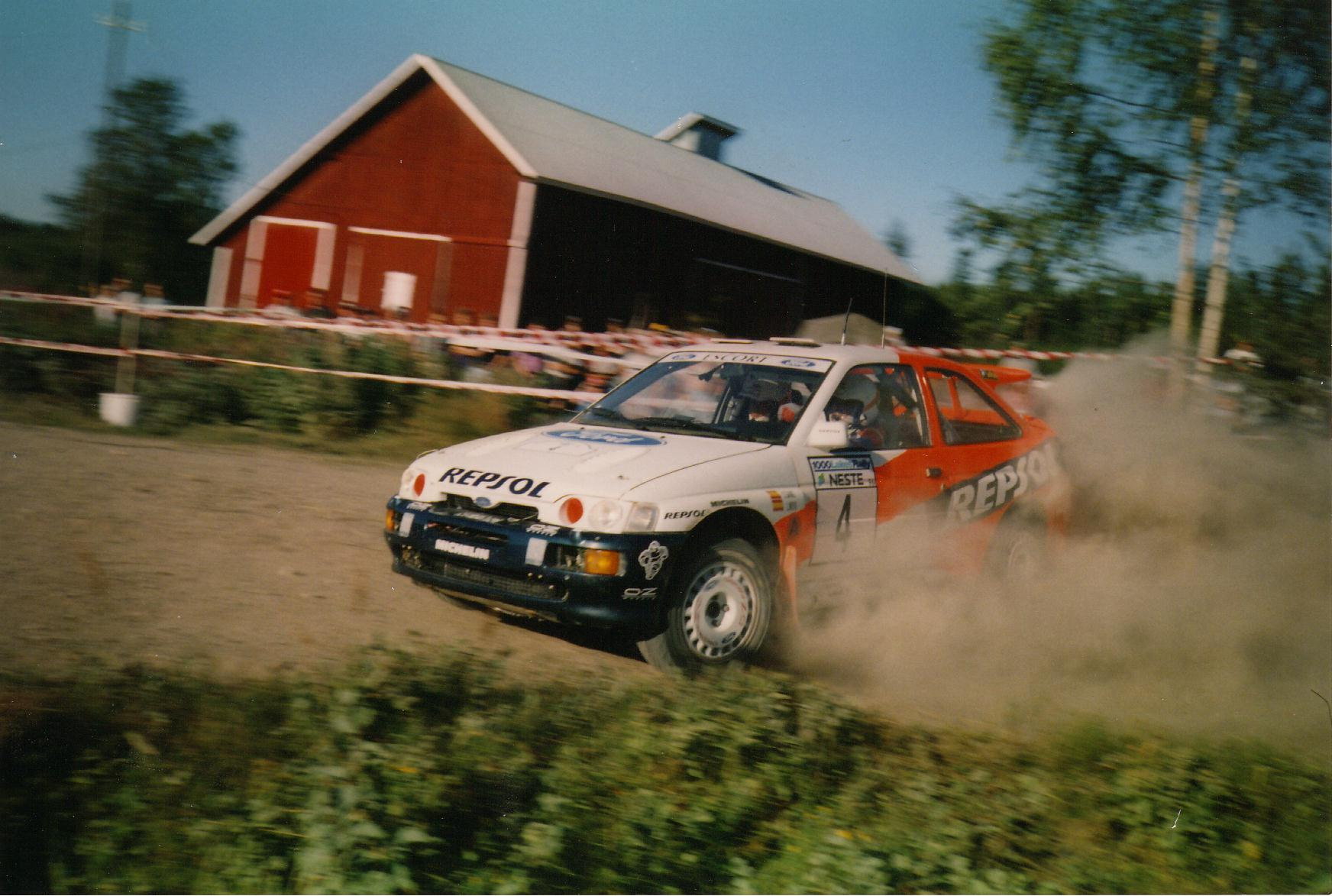
Carlos Sainz podczas rajdu

Rezultaty Rajdu Finlandii (46. Neste 1000 Lakes Rally Finland), eliminacji Rajdowych Mistrzostw Świata w 1996 roku, który odbył się w dniach 23-26 sierpnia. Była to piąta runda czempionatu w tamtym roku. Bazą rajdu było miasto Jyväskylä.

## Wyniki końcowe rajdu
| Msc.                   | Kierowca               | Pilot                       | Samochód                  | Czas                   | Strata                 | Grupa                  | Punkty                 |
| Klasyfikacja generalna | Klasyfikacja generalna | Klasyfikacja generalna      | Klasyfikacja generalna    | Klasyfikacja generalna | Klasyfikacja generalna | Klasyfikacja generalna | Klasyfikacja generalna |
| ---------------------- | ---------------------- | --------------------------- | ------------------------- | ---------------------- | ---------------------- | ---------------------- | ---------------------- |
| 1.                     | Tommi Mäkinen          | Seppo Harjanne              | Mitsubishi Lancer Evo III | 4:04.13                | -                      | A8 M                   | 20                     |
| 2.                     | Juha Kankkunen         | Nicky Grist                 | Toyota Celica GT-Four     | 4:04.59                | +0:46                  | A8                     | 15                     |
| 3.                     | Jarmo Kytölehto        | Arto Kapanen                | Ford Escort RS Cosworth   | 4:06.50                | +2:37                  | A8                     | 12                     |
| 4.                     | Marcus Grönholm        | Timo Rautiainen             | Toyota Celica GT-Four     | 4:06.55                | +2:42                  | A8                     | 10                     |
| 5.                     | Kenneth Eriksson       | Staffan Parmander           | Subaru Impreza 555        | 4:07.35                | +3:22                  | A8 M                   | 8                      |
| 6.                     | Thomas Rådström        | Lars Bäckman                | Toyota Celica GT-Four     | 4:08.22                | +4:09                  | A8                     | 6                      |
| 7.                     | Sebastian Lindholm     | Timo Hantunen               | Ford Escort RS Cosworth   | 4:09.30                | +5:17                  | A8                     | 4                      |
| 8.                     | Lasse Lampi            | Jyrki Stenroos              | Mitsubishi Lancer Evo III | 4:16.14                | +12:01                 | A8 M                   | 3                      |
| 9.                     | Rui Madeira            | Nuno da Silva               | Toyota Celica GT-Four     | 4:20.47                | +16:34                 | A8                     | 2                      |
| 10.                    | Angelo Medeghini       | Barbara Medeghini-Capoferri | Subaru Impreza 555        | 4:22.41                | +18:28                 | A8                     | 1                      |
| 11.                    | Bruno Thiry            | Stéphane Prévot             | Ford Escort RS Cosworth   | 4:23:24                | +19:11                 | A8 M                   | -                      |
| PWRC                   |                        |                             |                           |                        |                        |                        |                        |
| 1 (13.)                | Pasi Hagström          | Tero Gardemeister           | Toyota Celica GT-Four     | 4:26:02                | -                      | N4                     |                        |
| 2 (14.)                | Olli Harkki            | Kari Mustalahti             | Mitsubishi Lancer Evo III | 4:26:07                | +0:05                  | N4                     |                        |
| 3 (16.)                | Uwe Nittel             | Christina Thörner           | Mitsubishi Lancer Evo III | 4:28:09                | +2:07                  | N4                     |                        |

1. ↑  Litera M przy oznaczeniu grupy do której należy samochód oznacza, iż tylko ci kierowcy zdobywali punkty dla swoich zespołów liczonych w klasyfikacji producentów na koniec sezonu.

## Klasyfikacja po 6 rundach
Tabele przedstawiają tylko pięć pierwszych miejsc.

### Kierowcy
| Lp. | Kierowca         | Pkt |
| --- | ---------------- | --- |
| 1   | Tommi Makinen    | 95  |
| 2   | Carlos Sainz     | 62  |
| 3   | Kenneth Eriksson | 51  |
| 4   | Colin McRae      | 42  |
| 5   | Juha Kankkunen   | 37  |

### Producenci
| Lp. | Producent           | Pkt |
| --- | ------------------- | --- |
| 1   | Mitsubishi Ralliart | 240 |
| 2   | 555 Subaru WRT      | 234 |
| 3   | Ford Motor Co. Ltd. | 180 |